# 范紳
范紳（1486年—？），字縉卿，錦衣衛官籍直隸盱眙縣人，明朝政治人物。

## 生平
順天府鄉試第三十一名舉人。正德十二年（1517年）中式丁丑科會試第一百十名，登第三甲第五十六名進士。户部观政，授漢中府推官，復除太原府，升户部主事，历员外、郎中，出为陕西凤翔府知府，致仕。

## 家族
曾祖范以玄；祖父范敬，贈錦衣衛百戶；父范宏，曾任錦衣衛百戶。嫡母邢氏（封安人）；生母王氏。具庆下。弟范綱。